# 巴纽尔斯-代尔萨斯普尔
巴纽尔斯-代尔萨斯普尔（法語：Banyuls-dels-Aspres，法語發音：[baɲuls dɛl.z‿aspʁ] ⓘ）是法国东比利牛斯省的一个市镇，属于塞雷区。

## 地理
巴纽尔斯-代尔萨斯普尔（42°33'57"N, 2°52'2"E）面积10.53 平方千米，位于法国奧克西塔尼大區东比利牛斯省，该省份为法国大陆部分最南部的省份，涵盖了北加泰罗尼亚，北起奥德省，西接阿列日省和安道尔，南与西班牙接壤，东临地中海。
与巴纽尔斯-代尔萨斯普尔接壤的市镇（或旧市镇、城区）包括：圣让拉塞耶、布鲁亚、维勒隆格-代尔斯蒙茨、蒙泰斯基厄代阿尔贝雷、特雷塞尔、维勒莫拉克。
巴纽尔斯-代尔萨斯普尔的时区为UTC+01:00、UTC+02:00（夏令时）。

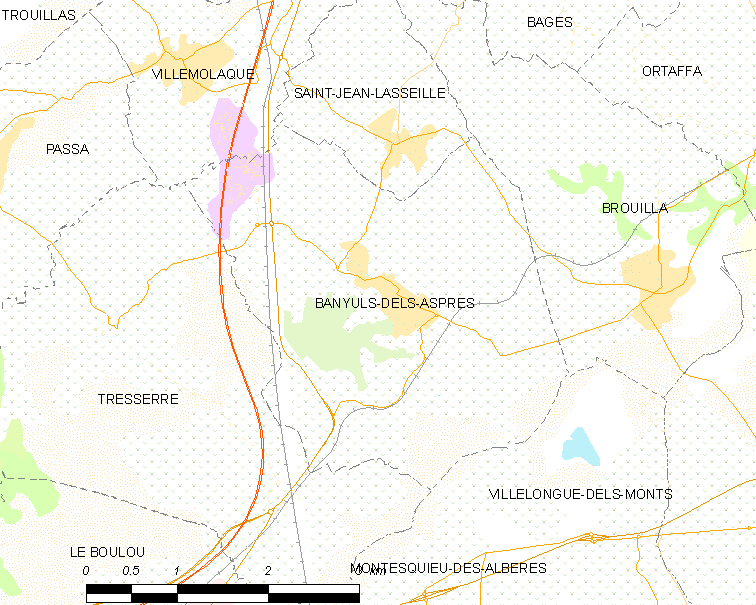
巴纽尔斯-代尔萨斯普尔的OSM定位图

## 行政
巴纽尔斯-代尔萨斯普尔的邮政编码为66300，INSEE市镇编码为66015。

## 政治
巴纽尔斯-代尔萨斯普尔所属的省级选区为莱萨斯普尔县。

## 人口
巴纽尔斯-代尔萨斯普尔于2022年1月1日时的人口数量为1397人。

1962-2008年间巴纽尔斯-代尔萨斯普尔人口变化图示